# Spodnja Ščavnica
Spodnja Ščavnica je naselje v Občini Gornja Radgona.